# Dům Seligmanna Bauera
Dům Seligmanna Bauera (dům Blahoslava čp. 77) je rodinný dům v třebíčské městské části Zámostí. Od roku 2006 je chráněn jako kulturní památka ČR. Jeho součástí je židovské muzeum. Dům je barokní, jednopatrový a řadový, jedinečný je tím, že jeho dispozice byla zachována jako klasické kondominium s propojením do vedlejší stavby Zadní synagogy.
V roce 2007 se v domě natáčela epizoda Tizian seriálu Četnické humoresky.

## Historie
První zmínka o domě pochází z roku 1724, postaven však byl zřejmě až v druhé polovině 18. století na tzv. Španělovském pozemku, dům byl stavebně propojen s Zadní synagogou. Pozemek před rokem 1724 patřil Jakobovi Španielovi, proto Španělovský, na pozemcích Jakoba Španiela byla postavena synagoga a několik dalších domů, jedním z nich byl i Dům Seligmanna Bauera. Kolem roku 1798 už dům byl postaven a bylo zaznamenáno věcné břemeno, kdy venkovním schodištěm domu se ženy dostávaly vlastním vchodem do přilehlé budovy synagogy. Součástí budovy byla i mikve, kdy město mělo právo k přístupu k mikvi a to muselo být udržováno právě majitelem domu. 
V roce 1837 byla rozšířena synagoga a v tu dobu byla pravděpodobně zlikvidována mikve, dům v tu dobu byl opraven a byla mu zvýšena střecha a opraven krov. Dům byl také úředně rozdělen na dvě jednotky, na přízemní a v patře. Přízemní část patřila rodině Bauerových, ale v roce 1883 pak přízemní část domu Markus Braun prodal manželům Grünbergerovým, ti pak v roce 1893 prodali dům manželům Wertheimerovým a mezi lety 1898 a 1901 byla majitelkou domu Jetti Seidelová. Následně pak majiteli přízemní části domu byli různí majitelé, kdy až v roce 2005 byl dům odkoupen městem Třebíč. 
Patro patřilo rodině Bauerových až do roku 1913, kdy patro zakoupili manželé Votavovi, kteří byli majiteli patra až do roku 1975, po nich zdědil patro jejich vnuk a ten v roce 2005 prodal patro městu Třebíč a tak byl dům sjednocen. Postupně město zahájilo práce na dokumentaci pro zapsání do seznamu kulturních památek. V letech 2006–2009 proběhl stavebně historický průzkum budovy a mezi lety 2009 a 2011 proběhla rekonstrukce domu a úprava budovy na muzejní expozici. V roce 2011 byla expozice v domě Seligmanna Bauera otevřena.

## Expozice

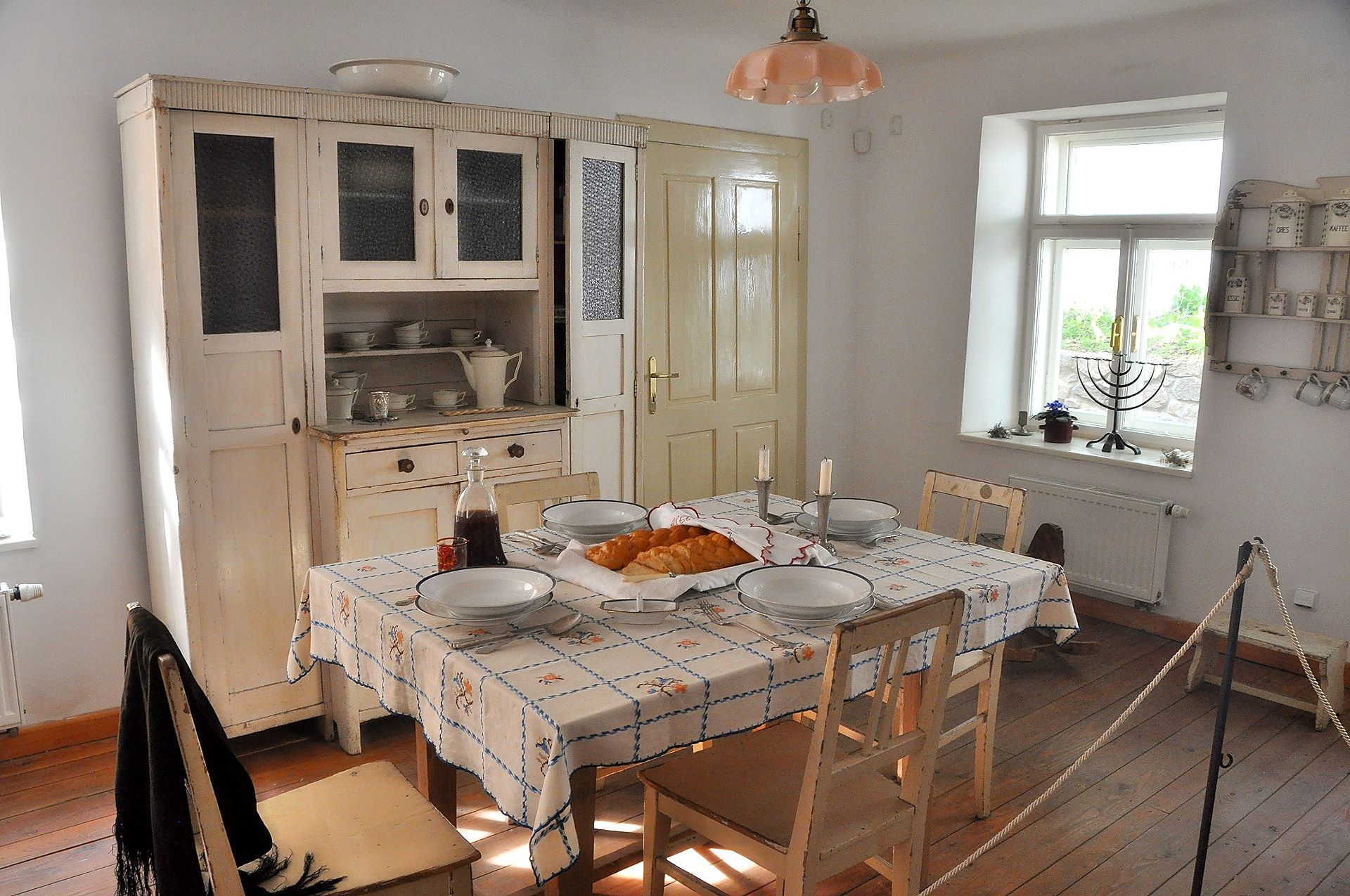
Expozice kuchyně v Domě Seligmanna Bauera

Dům slouží od roku 2011 jako židovské muzeum, dům má pět různých vstupů. V přízemí se nachází kupecký krám, sociální zařízení, předsíňka. V prvním patře pak je expozice přípomínající dřívější židovský byt, lze vystoupat ještě na půdu. V bytě je ložnice, kuchyně, malý sklad u kuchyně, z bytu se dá vstoupit na galerii Zadní synagogy nebo na dvůr domu. Na dvoře je malá hospodářská budova a rostlá hrušeň. V podkroví je umístěn přednáškový sál pro 40 lidí. Otevření židovského muzea se zúčastnili izraelský velvyslanec Jaakov Levy, zemský rabín Karol Sidon a předseda židovské obce Brno Pavel Fried.
V expozici lze připravit v košer kuchyni i košer pokrmy.